# Гунзадріл
Гунзадріл (нід. Hoenzadriel) — село в нідерландській провінції Гелдерланд. Входить до муніципалітету Масдріл.
Його площа становить 0,60км², а населення станом на 2021 рік складало 210 осіб.
Перша згадка про населений пункт датується 722-им роком.